# قلعة حلب
قلعة حلب قصر محصن يعود إلى العصور الوسطى. تعدُّ قلعة حلب إحدى أقدم وأكبر القلاع في العالم، يعود استخدام التل الذي تتموضع عليه القلعة إلى الألفية الثالثة قبل الميلاد، واحتلتها فيما بعد العديد من الحضارات كالإغريق والبيزنطيين والمماليك والأيوبيين، بينما يظهر أن أغلب البناء الحالي يعود إلى الفترة الأيوبية.
أجرت عليها مؤسسة آغا خان للثقافة والجمعية الأثرية في حلب عمليات حفظ واسعة في عام 2000. تقع القلعة في مركز المدينة القديمة التي أدرجتها منظمة اليونسكو على لائحة مواقع التراث العالمي عام 1986.

## التاريخ

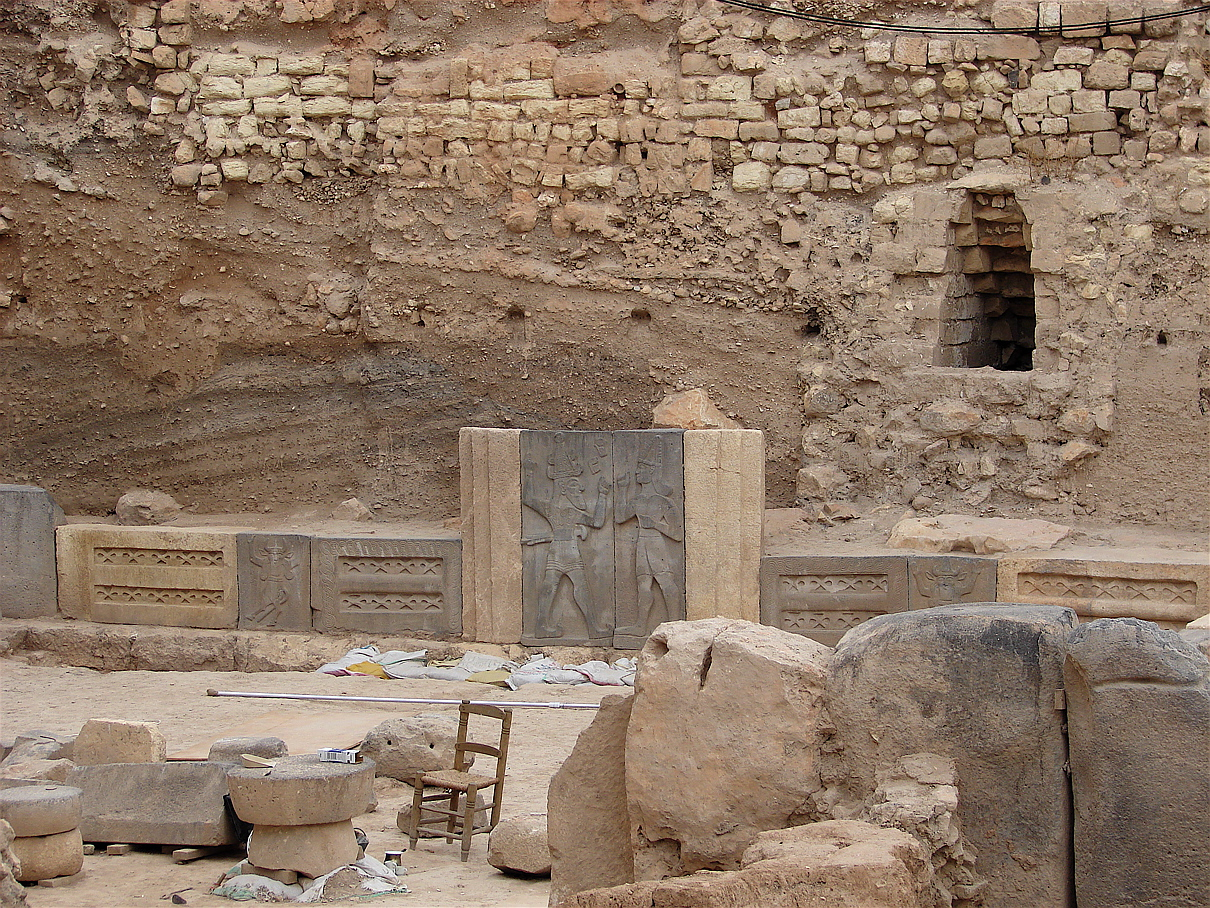
التنقيبات الأثرية في قلعة حلب

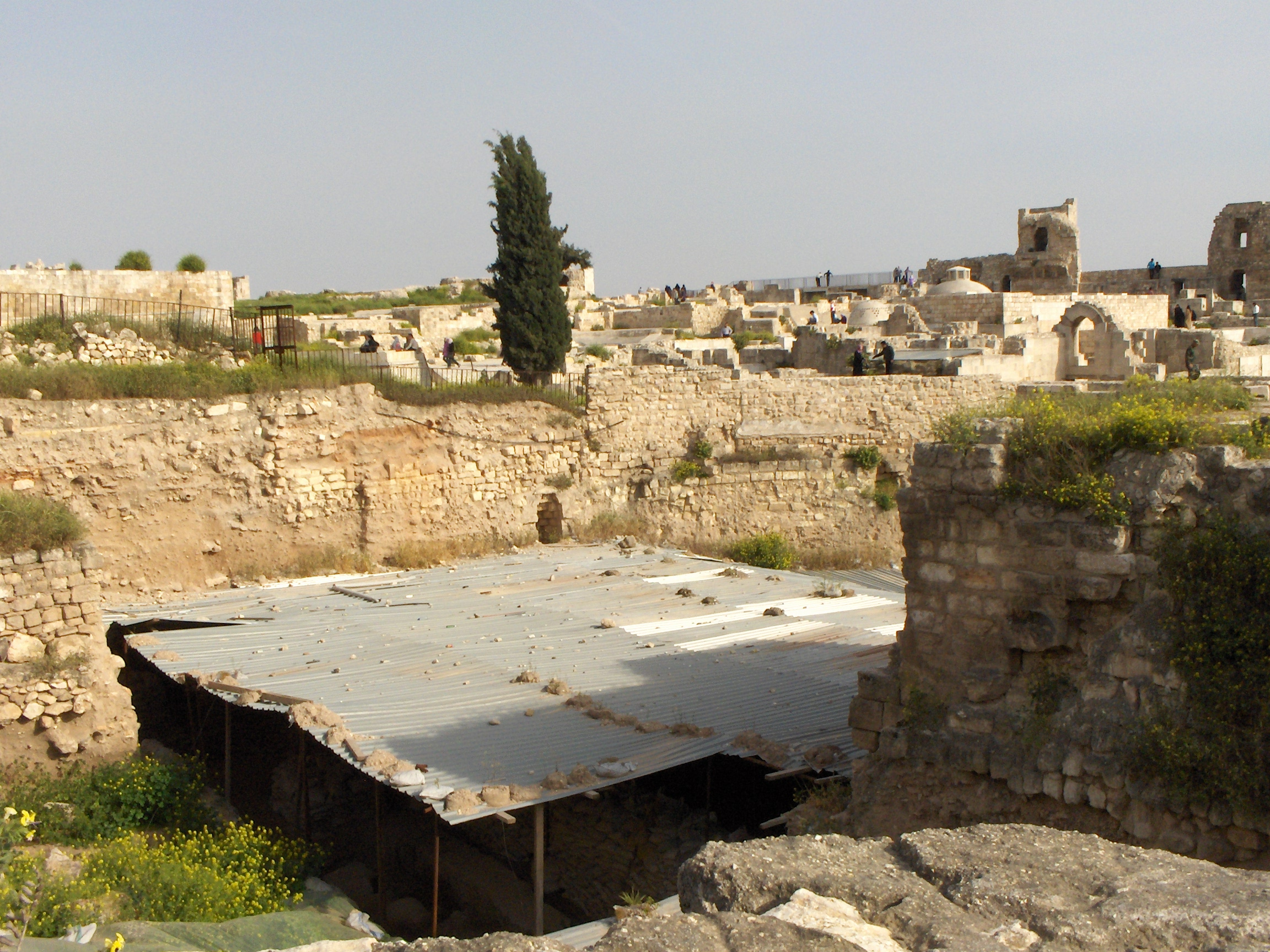
حفريات الباحثين الألمان في معبد يعود إلى العصر البرونزي داخل القلعة

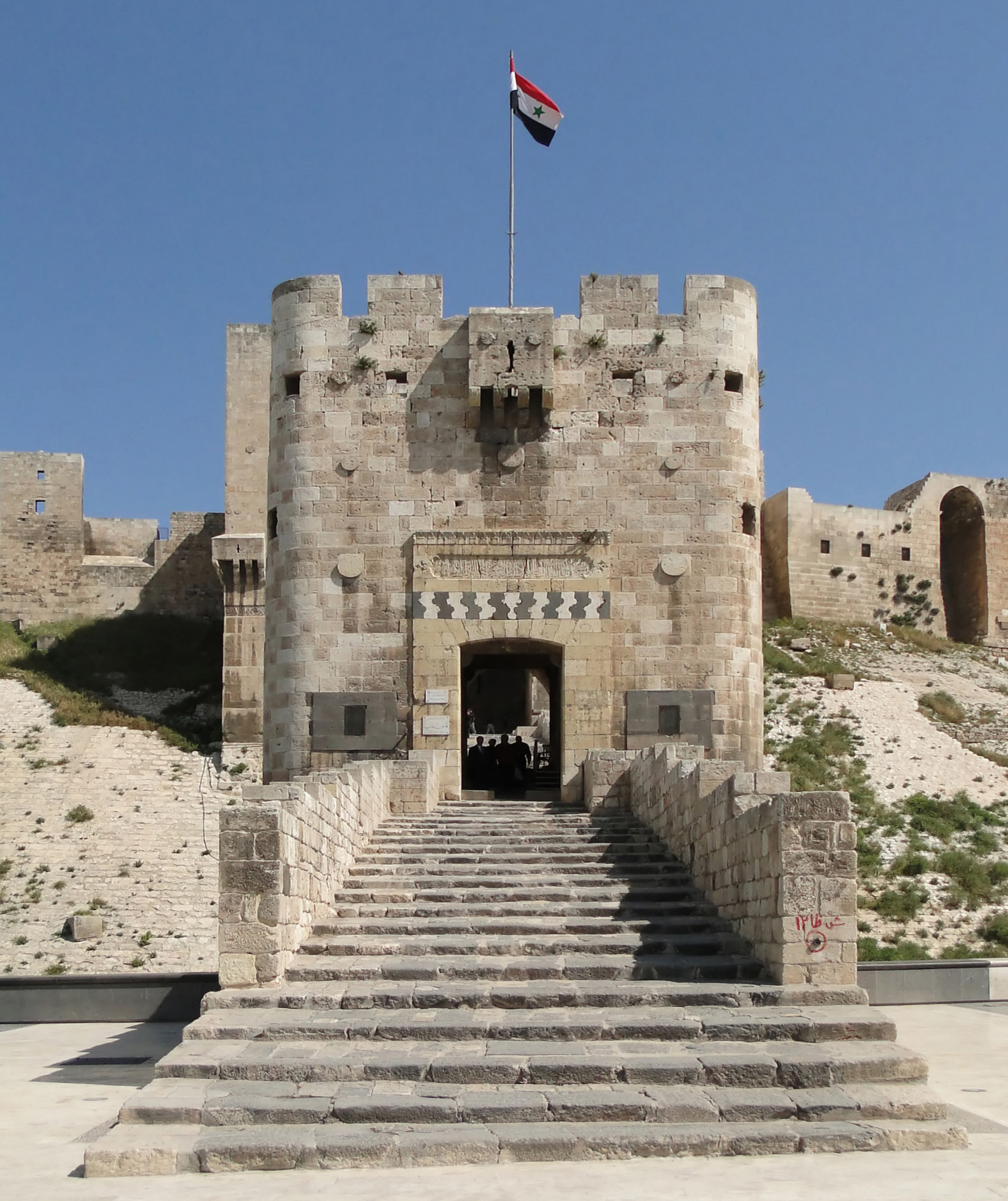
مدخل القلعة

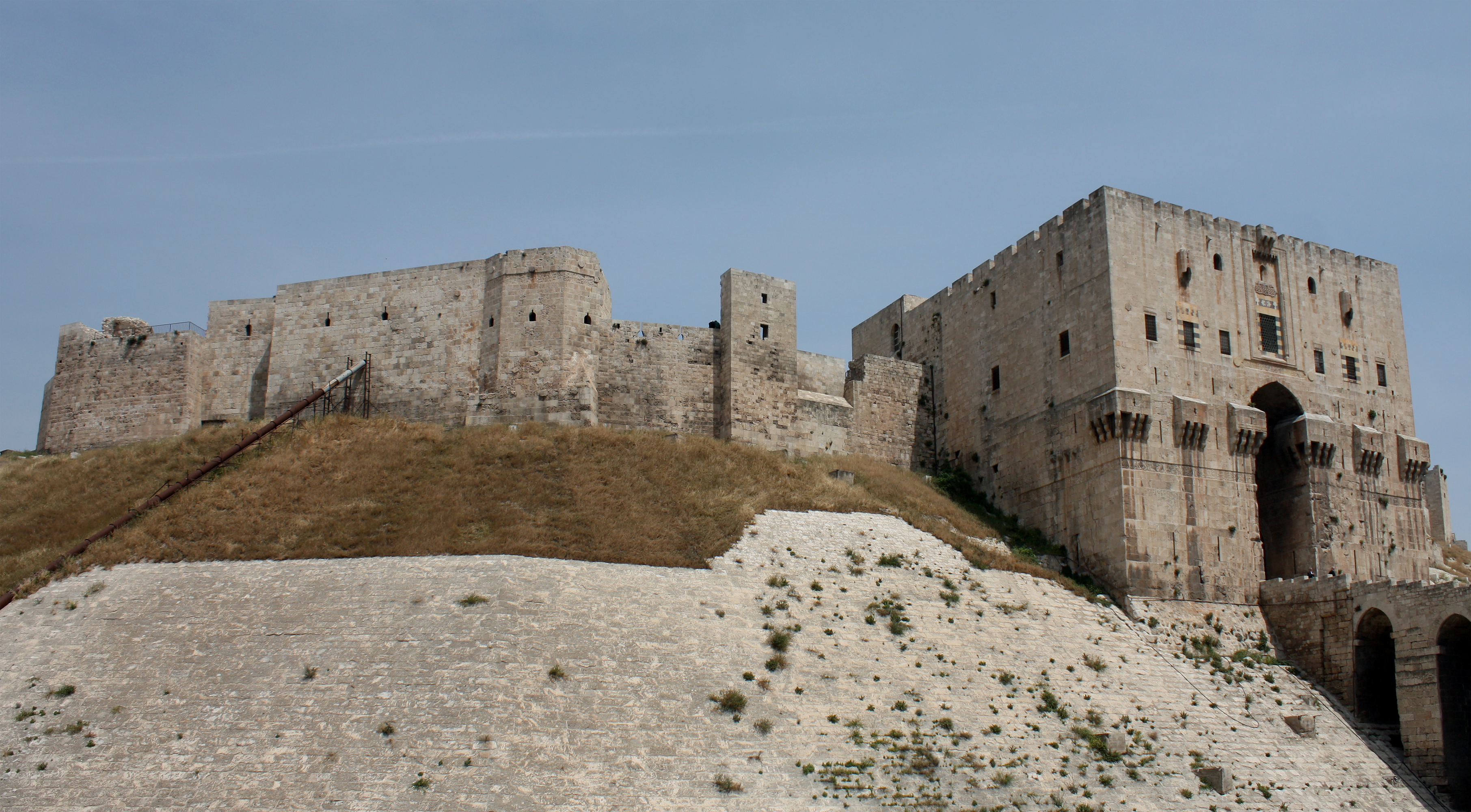
واجهة القلعة وجزء من السور

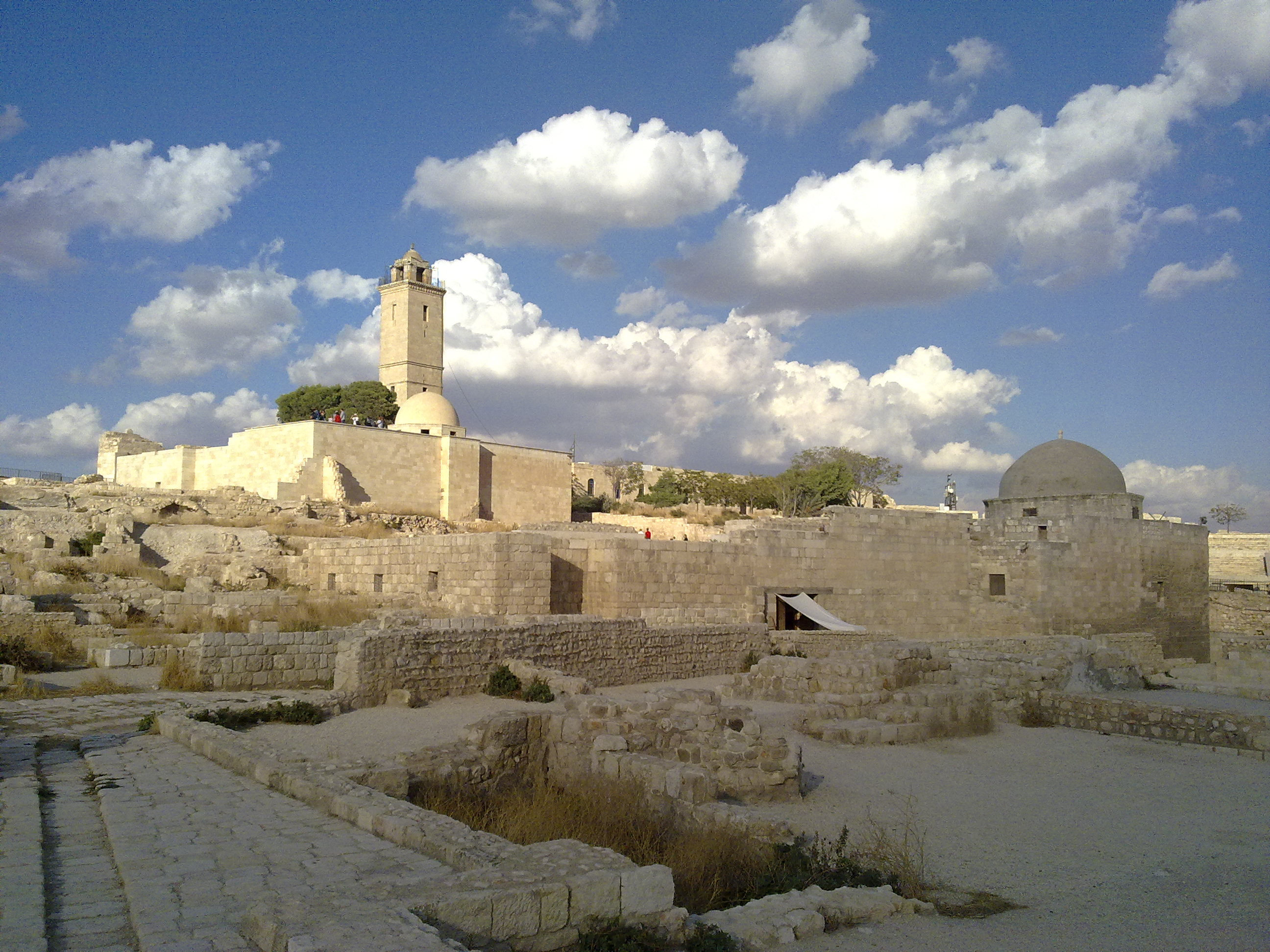
مسجد القلعة

أظهر معبد إله العاصفة هدد المكتشف حديثاً[متى؟] في قلعة حلب أن تاريخ استخدام التل الذي تقوم عليه القلعة في الوقت الحاضر يعود إلى منتصف الألفية الثالثة قبل الميلاد، كما أشير إليه في النصوص المسمارية في إبلا وماري. ويقال بأن النبي إبراهيم كان يحلب غنمته على تل القلعة. وبعد انحسار الدولة السور-حيثية تركزت في حلب. كما سيطر الآشوريون على المنطقة في فترة امتدت ما بين القرن الثامن قبل الميلاد حتى القرن الرابع قبل الميلاد، حيث سيطرت الإمبراطورية البابلية الحديثة عليها وتلاهم الفرس ما بين (539-333) قبل الميلاد.

### السلوقيون
بعد دخول جيوش الإسكندر الأكبر مدينة حلب، حكمها سلوقس نيكاتور الأول، الذي قام بإحياء المدينة تحت اسم بيرويا؛ ويقول مؤرخو العصور الوسطى العرب بأن اعتبار القلعة كأكروبول محصن بدأ في عهد سلوقس نيكاتور الأول. وفي بعض أجزاء القلعة هناك بقايا مستوطنة هلنستية تصل إلى ارتفاع مترين. ويظهر شارع معمد يصل إلى تل القلعة من الغرب، حيث المنطقة الجنوبية من حلب والتي لا تزال تحتفظ بنمط شوارع في العصر الهلنستي.

### الرومان والبيزنطيون
بعد خلع الرومان للسلالة السلوقية في عام 64 قبل الميلاد تحت قيادة بومبيوس الكبير، نال التل الذي تقوم عليها القلعة أهمية دينية، حيث قال الإمبراطور جوليان في زيارته إلى المدينة عام 363 م
| قلعة حلب                                                       | مكثت هناك ليوم، زرت الأكروبول، قدمت الثور الأبيض لزيوس حسب العادات الإمبراطورية، وعقدت حديثاً قصيراً مع مجلس المدينة حول عبادة الآلهة | قلعة حلب |
| — الإمبراطور جوليان، زيارة الإمبراطور جوليان إلى حلب عام 363 م | |          |

اُكتشف عدد قليل من الآثار المادية التي تعود إلى العصر الروماني في القلعة.
كانت حلب في القسم الشرقي من الإمبراطورية الرومانية حيث أنها ضمت إلى بيزنطة عند تقسيم الإمبراطورية الرومانية في عام 395 م.
خلال الصدامات مع كسرى الثاني ملك الدولة الساسانية في القرن السابع ميلادي، ذكر بأن سكان حلب لجؤوا إلى القلعة لأن سور المدينة كان في حالة يرثى لها. حالياً، تم العثور على عدد قليل من البقايا التي تعود إلى العصر البيزنطي في تل القلعة، ومن المعروف أن المسجدين الموجودين حالياً داخل القلعة (المسجد الكبير ومسجد إبراهيم) تم تحويلهما من كنيستين بناهما البيزنطيون.

### العصور الإسلامية المبكرة
فتح المسلمون حلب عام 636 م، بقيادة الصحابيين خالد بن الوليد وأبو عبيدة بن الجراح، عقب سيطرة المسلمين على أحد أبوابها. وتفيد مصادر ووثائق مكتوبة بأن إصلاحات بدأت تقام في القلعة بعد أن ضربها زلزال قوي. لا يعرف الكثير عن قلعة حلب في عصر صدر الإسلام، إلا أن حلب كانت مدينة حدودية على حواف الدولة الأموية والدولة العباسية.
غزا الأمير سيف الدولة الحمداني مدينة حلب عام 944 م، حيث ارتقت فيما بعد إلى نهضة سياسية واقتصادية. وقام الحمدانيون ببناء قصر رائع على ضفاف نهر قويق الذي يمر في المدينة، ولكن نقل إلى القلعة نتيجة الهجمات البيزنطية في عام 962 م. وتبع فترة السيادة الحمدانية فترة من عدم الاستقرار، تميزت بالهجمات البيزنطية والبدوية وتحول حلب إلى قاعدة فاطمية لفترة قصيرة الأمد. قيل بأن المرادسين قاموا بتحويل كنيستين إلى مساجد.

### الزنكيون والأيوبيون
وصلت القلعة إلى ذروة أهميتها في فترة التواجد الصليبي في الشرق الأدنى. حيث استطاع الحاكم الزنكي عماد الدين زنكي، ومن بعده ابنه نور الدين زنكي الذي حكم حلب (1147-1174) م، استطاعوا توحيد حلب ودمشق بنجاح، حيث عقدوا ظهر الصليبيين من اعتداءاتهم المتكررة على المدن.
سُجن العديد من مشاهير الصليبيين في قلعة حلب، منهم جوسلين الثاني كونت الرها الذي توفي هناك، أيضاً أرناط (بالإنجليزية: رينالد أوف شاتيون)، (بالفرنسية: رينالد دو شاتيون)، وملك القدس بلدوين الثاني الذي احتجز لمدة عامين. أعاد نور الدين زنكي بناء أسوار مدينة حلب والقلعة. كما قام نور الدين زنكي بإدخال العديد من التحسينات على القلعة مثل الارتفاع وجدران الطوب في المدخل المنحدر والقصر الملكي. كما قام بالإضافة إلى ذلك بترميم وإعادة بناء المسجدين الموجودين داخل القلعة وتبرع بتفصيل محراب مسجد إبراهيم الخشبي الذي اختفى في فترة الاحتلال الفرنسي.
حكم ابن صلاح الدين الأيوبي الظاهر غازي حلب بين عام 1193 و1215. وخلال هذا الوقت قام بإعادة إعمار كبرى للقلعة، وقام بإضافة هياكل جديدة أدت بمجملها إلى شكل القلعة الحالي حيث قام بتعزيز الجدران وصقل سطح البروزات الصخرية والأقسام المغطاة من انحدار المدخل مع الكسوة الحجرية. وقام أيضاً بزيادة عمق الخندق المرتبط بقنوات المياه وإضافة الجسر ذو القناطر والذي لا يزال اليوم بمثابة مدخل القلعة. خلال العقد الأول من القرن الثالث عشر ميلادي تطورت القلعة لتصبح مدينة فخمة شملت جميع المعايير ما بين السكنية (قصور وحمامات)، والدينية (المساجد والأضرحة)، والمنشآت العسكرية (التدريب والأبراج الدفاعية)، والعناصر الداعمة (صهاريج المياه ومخازن الحبوب). وكان التجديد الأبرز في البوابة حيث تم إعادة بنائها في عام 1213 م. وقام السلطان غازي بترميم المسجدين الموجودين داخل القلعة، ووسع أسوار المدينة لتشمل المناطق الجنوبية والشرقية مما يجعل القلعة وسط تحصينات، بدلاً من مجاورتها للأسوار.

### المغول والمماليك
لحقت أضرار بالغة في القلعة إثر الغزو المغولي عام 1260م الذي أمر به هولاكو انتقاماً للهزيمة التي لحقت بالجيش المغولي في معركة عين جالوت. ودمرت مرة أخرى بسبب الغزو المغولي للمرة الثانية بقيادة تيمورلنك الذي اجتاح حلب في العام 1400-1401 م.

في عام 1415 أعاد سيف الدين جكم ترميم القلعة، حيث أصبحت مركز مدينة حلب التجارية الهامة التي بلغ تعداد سكانها ما بين 50-100.000 نسمة.
وشملت إصلاحات سيف الدين جكم البرجين الشمالي والجنوبي في سفح القلعة وأقام البرجين المحيطين بباب القلعة والقصر المملوكي الجديد الذي بني في قمة برجي مدخل القلعة. وشملت أيضاً الخندق، حيث أنه قد ألزم الناس العمل في الخندق ويرد أن علية القوم عملوا بالخندق تشجيعاً لباقي الناس.

بينما تم التخلي عن القصر الأيوبي في هذه الفترة. وأدار المماليك مشاريع ترميم للحفاظ على التراث الموجود في القلعة. وقام سلطان المماليك الأخير الأشرف قانصوه الغوري باستبدال السقف المسطح لقاعة العرش بإضافة تسع قباب إلى السقف.

### العثمانيون
خلال الفترة العثمانية بدأ دور القلعة العسكري كحصن دفاعي بالتراجع ببطء، إثر التوسع إلى خارج أسوار المدينة، باعتبارها مدينة تجارية.
و لكن القلعة بقيت تستخدم كثكنة للجنود العثمانيين، على الرغم من عدم معرفة تعداد الجنود الذي كانوا يتمركزون في القلعة. ويذكر مسافرون بنادقة(نسبة إلى مدينة البندقية الإيطالية) مجهولو الهوية أن حوالي 2000 شخص كانوا يعيشون في القلعة في العام 1556 م. في عام 1679 م أفاد القنصل الفرنسي آنذاك لوران دارفيو (بالفرنسية: Laurent d'Arvieux) بأن هناك 1400 شخص في القلعة، 350 منهم من الإنكشارية، إحدى قوى فرق الجيش العثماني آنذاك. فيما بعد قام السلطان سليمان القانوني بترميم القلعة عام 1521 م.

تضررت حلب والقلعة أيضاً بشدة نتيجة الزلزال الذي وقع عام 1822 م. بعد الزلزال بات الجنود فقط هم من يعيشون في القلعة. وقام الحاكم العثماني آنذاك إبراهيم باشا باستخدام حجارة المباني المدمرة في القلعة لبناء ثكنة إلى الشمال من القلعة. تم ترميمها فيما بعد تحت حكم السلطان عبد المجيد في 1850-1851 م. طاحونة الهواء العثمانية الموجودة إلى الشمال من القلعة، يعتقد أنها بنيت في الفترة ذاتها.

### الانتداب الفرنسي
استمرت مرابطة الجنود في القلعة في عهد الانتداب الفرنسي، والذي استمر حوالي الخمسة والعشرين عاماً. بدأ الفرنسيون عمليات التنقيب الأثرية وأعمال ترميم واسعة في الثلاثينيات، خصوصاً الجدار الخارجي. كما تم تجديد القاعة المملوكية بالكامل خلال هذه الفترة، كما تم تركيب سقف مسطح جديد للقاعة المملوكية صمم في القرن التاسع عشر على الطراز الدمشقي.

## في هذه الأيام

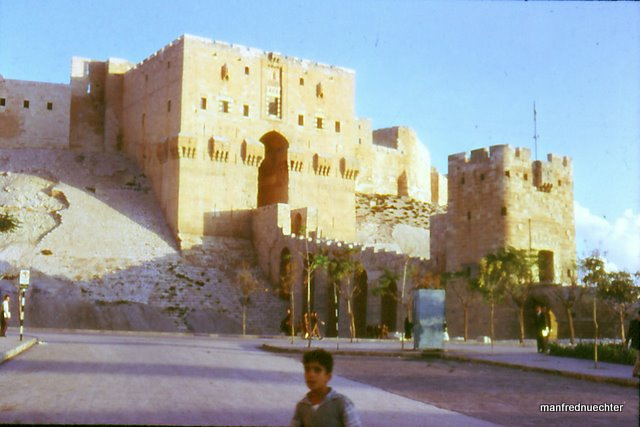
القلعة في عام 1961

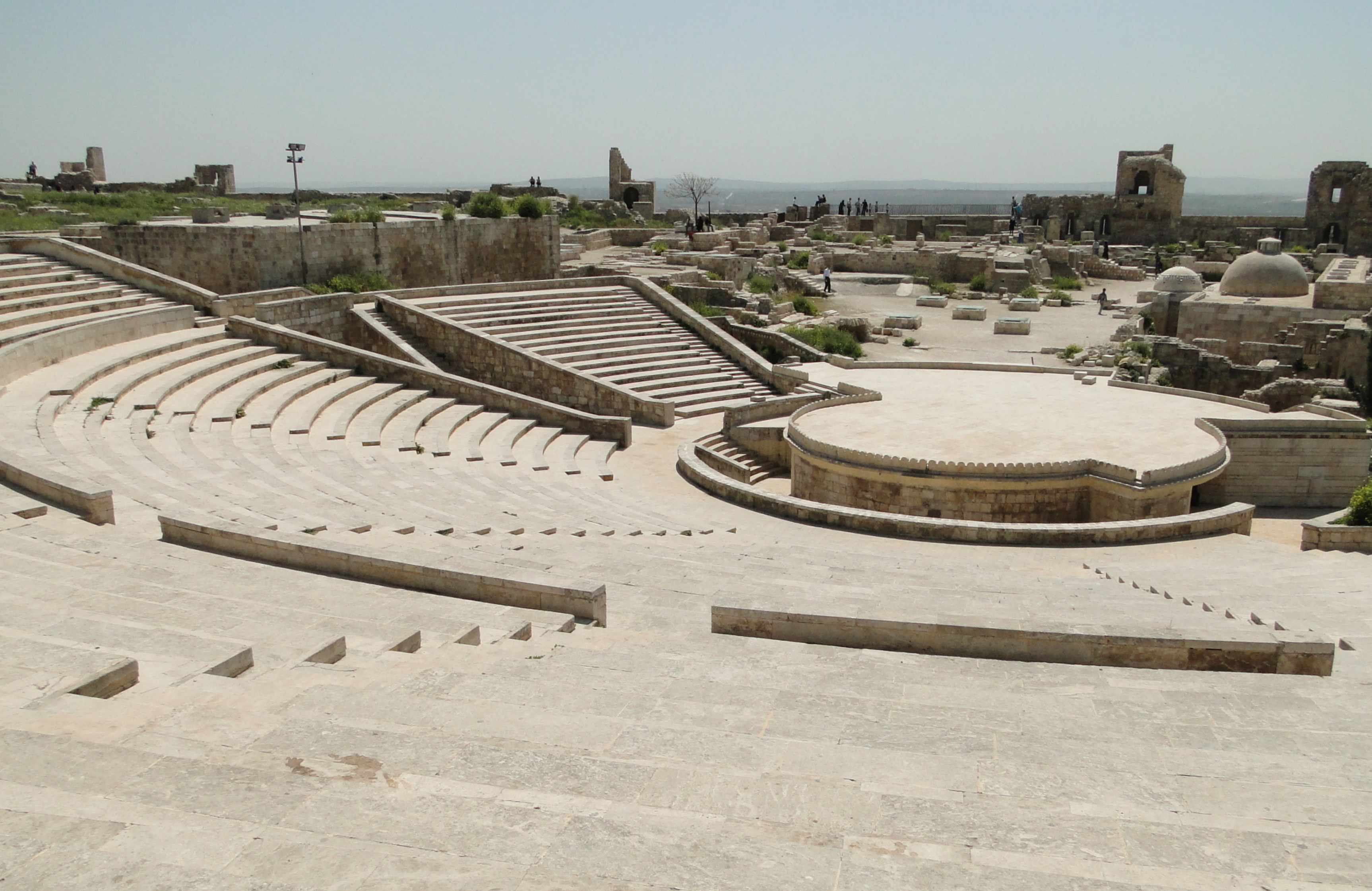
المسرح الحديث الذي أنشئ عام 1980

شيد مدرج حديث على سطح القلعة في أجزاء لم ينقب فيها في عام 1980 م، ويتسع لحوالي 3000 متفرج. لعقد الفعاليات والحفلات الموسيقية. فيما يرجح أحد الباحثين الأثريين وجود آثار رومانية تحت المدرج الحديث.

تقع القلعة بشكلها الحالي اليوم على تل ذو قاعدة بيضاوية يبلغ طولها 450 متر (1480 قدم)، وعرضها 325 متر (1066 قدم). بينما تصبح في قمة التل طولها 285 متر (935 قدم)، وعرضها 160 متر (520 قدم). بينما يبلغ ارتفاع التل حوالي 50 متر (160 قدم).
في الماضي، تم تغطية التل بشكل كامل بكتل كبيرة من الحجر الجيري اللامعة، ولايزال بعضها قائماً حتى اليوم. كما أن التل محاط بخندق عمقه 22 متر (72 قدم)، وعرضه 30 متر (98 قدم)، حيث إن تاريخ الخندق يعود إلى القرن الثاني عشر. ومن الأشياء المميزة في القلعة هو البوابة المحصنة التي يمكن الوصول إليها عبر الجسر المقنطر، وهذه السمة كانت إضافة من المماليك في القرن السادس عشر. ومن الأجزاء المثيرة للاهتمام في القلعة قاعة الأسلحة والقاعة البيزنطية وقاعة العرش ذات السقف المزين المرمم.

اليوم تعتبر القلعة واحدة من المعالم السياحية وموقع للحفريات والدراسات الأثرية. وكثيراً ما يستخدم المدرج لإقامة الحفلات الموسيقية والفعاليات والأحداث الثقافية. في أغسطس 2012 وخلال أحداث معركة حلب التي تندرج تحت قائمة معارك الأزمة السورية، تعرضت البوابة الخارجية للقلعة لأضرار نتيجة قصفها إثر اشتباكات دارت بين الجيش السوري الحر والجيش السوري في محاولة السيطرة على القلعة.

## الأجزاء الداخلية
هناك العديد من الأجزاء الداخلية البارزة في القلعة ومن أهمها :

### المدخل

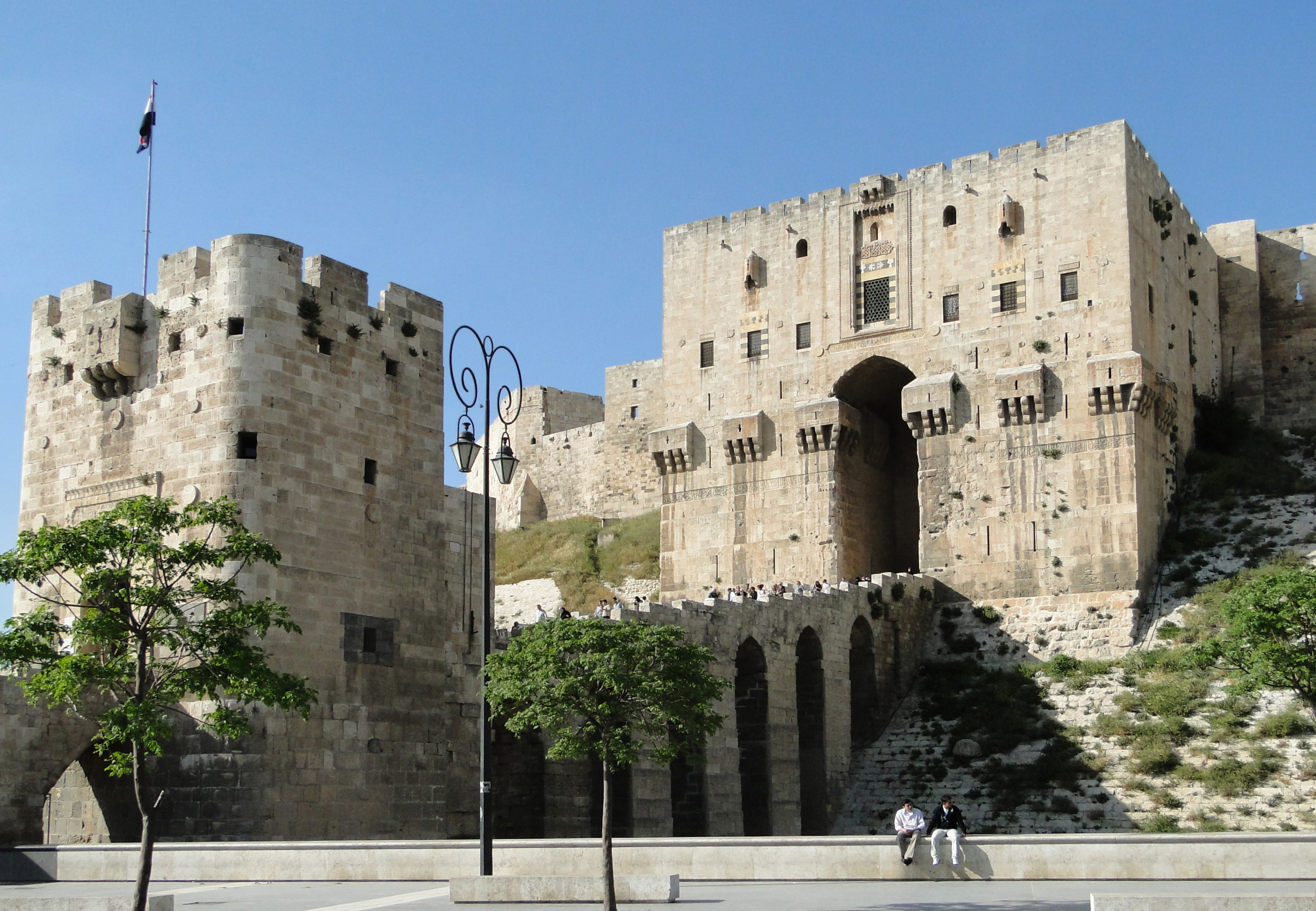
مدخل القلعة

أدى الجسر الهائل المقنطر الذي بناه السلطان الظاهر غازي فوق الخندق إلى فرض تصميم معقد للمدخل. حيث أنه يتوجب على أي مهاجم للقلعة أن يجتاز أكثر من ستة منعطفات حتى يصل إلى منحدر المدخل المقبب، حيث كانت قوات إطلاق القذائف على المهاجمين أعلاها. ويلاحظ أن الممرات الرئيسية مزينة بالنقوش التصويرية. ويوجد فوق برج البوابة الأيوبية قاعة العرش المملوكية.

### القصر الأيوبي والحمام

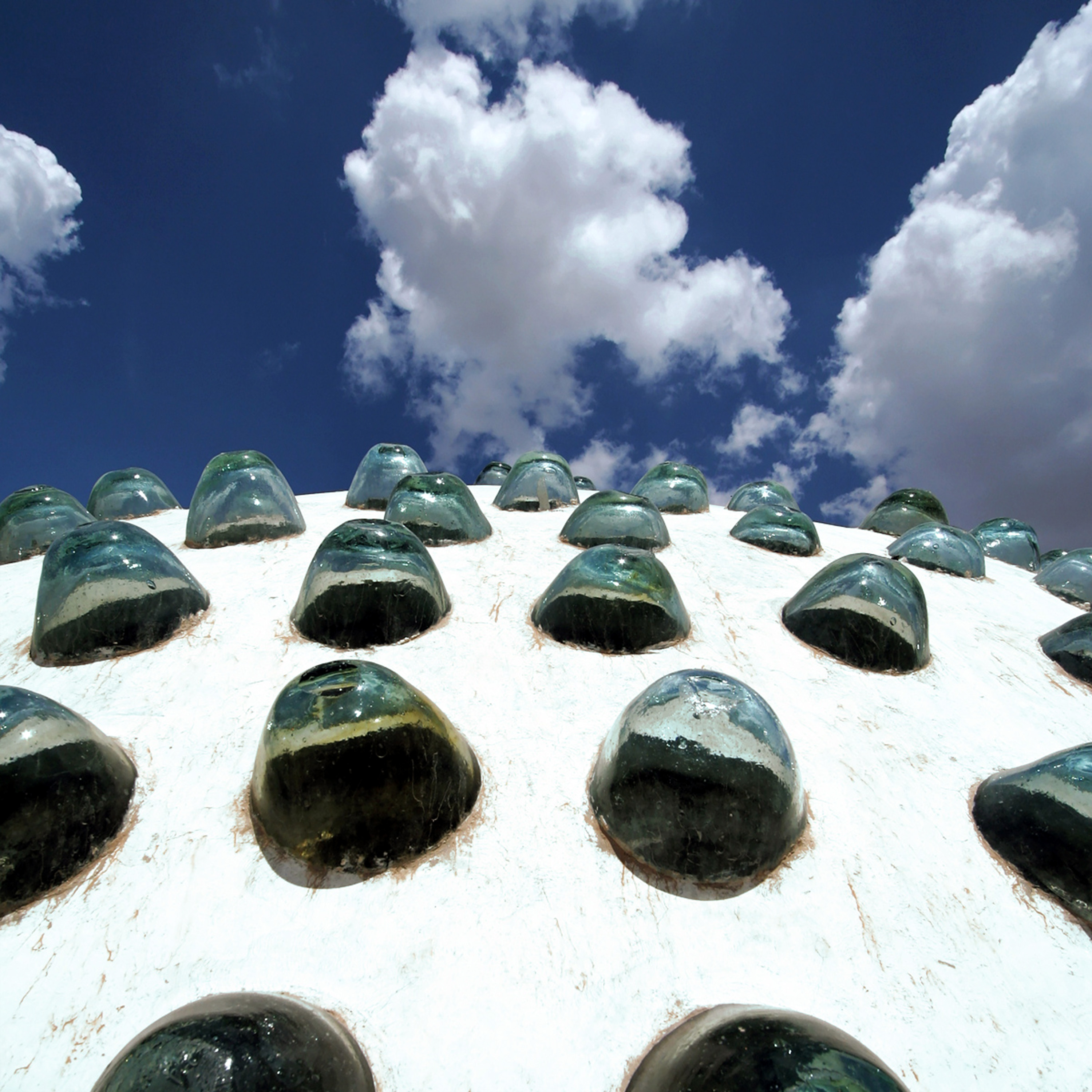
القمريات الزجاجية الموجودة في سطح الحمام

قصر المجد هو قصر الظاهر غازي، ويشار إلى أنه احترق ليلة زفافه، لكن أعيد بناؤه فيما بعد. واليوم يعتبر واحد من أهم المعالم الأثرية والمثيرة للإعجاب في القلعة. لم يكن الأيوبيون أول من بنوا قصراً في القلعة. ثمة العديد من التفاصيل المعمارية التي تعود للفترة الأيوبية، بما في ذلك بوابة الدخول الأيوبية مع المقرصنات أو الثقوب الجدارية، وفناء على نظام الإيوان إلا أنه رباعي، وتبليطه.

أما الحمام الذي بني مع بناء القصر في القرن الثالث عشر ميلادي فيتكون من ثلاثة أقسام، حيث يستخدم القسم الأول لخلع الملابس، والاستراحة. أما الثاني فهو عبارة عن قاعة غير ساخنة إلا أنها أكثر دفئاً. أما الغرفة الثالثة الحارة فهي غرفة بخار مجهزة بطوق، ويتم نقل المياه الساخنة والباردة إلى الحمام عن طريق أنابيب الخزف.

### قاعة العرش المملوكية
تعتبر قَاعَةُ العَرشِ المَملُوكية أو القَصرُ السُلطَاني إحدى أبرز المواقع الأثرية في القلعة، حيث تقع القاعة فوق برج المدخل الرئيسي للقلعة. ينزل إليها بسبع درجات، وهي مستطيلة الشكل أشبه ما تكون بالمربعة حيث أبعادها 26.5 متر × 23.5 متر. بدأ بناءَها الأميرُ سيف الدين جكم في العام 809 هـ. الذثي كان قد أعلن نفسه سلطاناً على حلب في العام 1406 ميلادي، معلناً بذلك العصيان على السلطان الناصر فرج بن برقوق. وقام السلطان المملوكي المؤيد شيخ عام 1417 ميلادي بإكمال السقف الخشبي. أما السلطان قايتباي فقام بترميم قاعة العرش في القرن السادس عشر الميلادي. كما أمر بحفر اسمه على أسفل النافذة الخارجية للقاعة. رممت فيما بعد عدة مرات كان آخرها عام 1973 ميلادي. في وسط القاعة يوجد نافورة ماء أيوبية، إضافة إلى عشر نوافذ في القاعة، كما ويوجد نافذة رئيسية تطل على المدينة القديمة ومدخل القلعة.

وهذا ما هو مكتوب على باب قاعة العرش
| قلعة حلب                               | لصاحب هذا القصر عزّ ودولة وكل الورى في حسنه يتعجب بني في زمان العدل بالجود والتقى محاسنه فاقت جميع الغرائب | قلعة حلب |
| — باب قاعة العرش المملوكية في قاعة حلب | |          |

### الساتورة والبئر الهلنستي والممرات تحت الأرض
لم يقتصر البناء في القلعة على ما هو فوق الأرض، حيث أن آباراً عديدة منها الساتورة (البئر الأيوبي)، والبئر الهلنستي، تخترق الأرض لتصل حتى عمق 125 متر (410 قدم) تحت سطح القلعة. أما الممرات تحتأرضية فهي متصلة بالأبراج، ومن المرجح أنها تمر تحت الخندق لتصل إلى داخل المدينة.

## الثقافة المحلية

5 ليرات سوريّة صكت عام 2003 نقشت عليها صورة قلعة حلب

تعتبر القلعة رمزاً للمدينة، حيث تستخدم كشعار لجامعة حلب وشعار محافظة حلب واستخدمت كشعار للمجلس المحلي لمحافظة حلب الحرة الذي أُسس بعد دخول قوات المعارضة السورية إلى المدينة ضمن إطار أحداث معركة حلب التي تعتبر إحدى أبرز معارك الأزمة السورية. كما وتظهر القلعة على عدة قطع نقدية سوريّة.

## معرض الصور

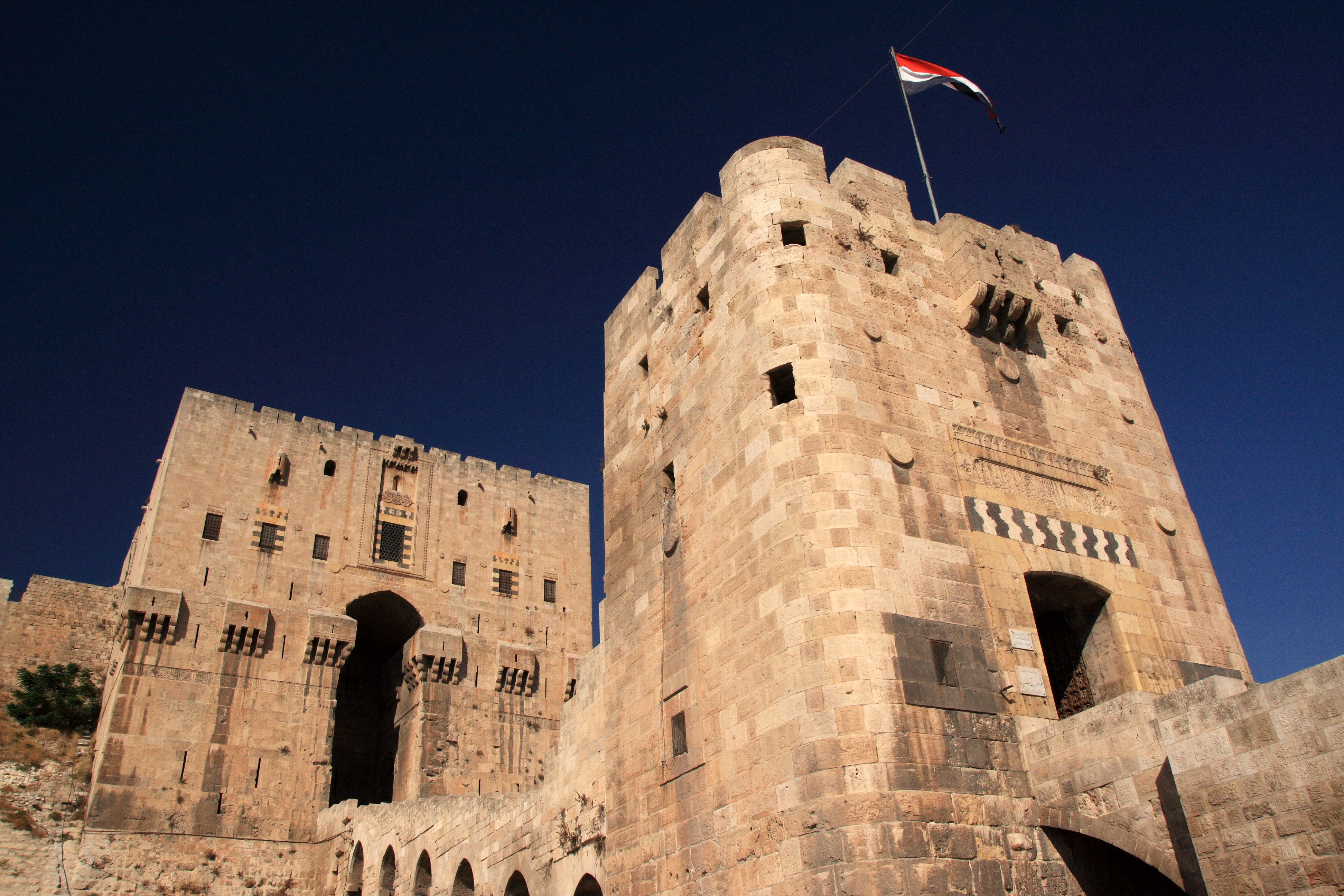
مدخل القلعة
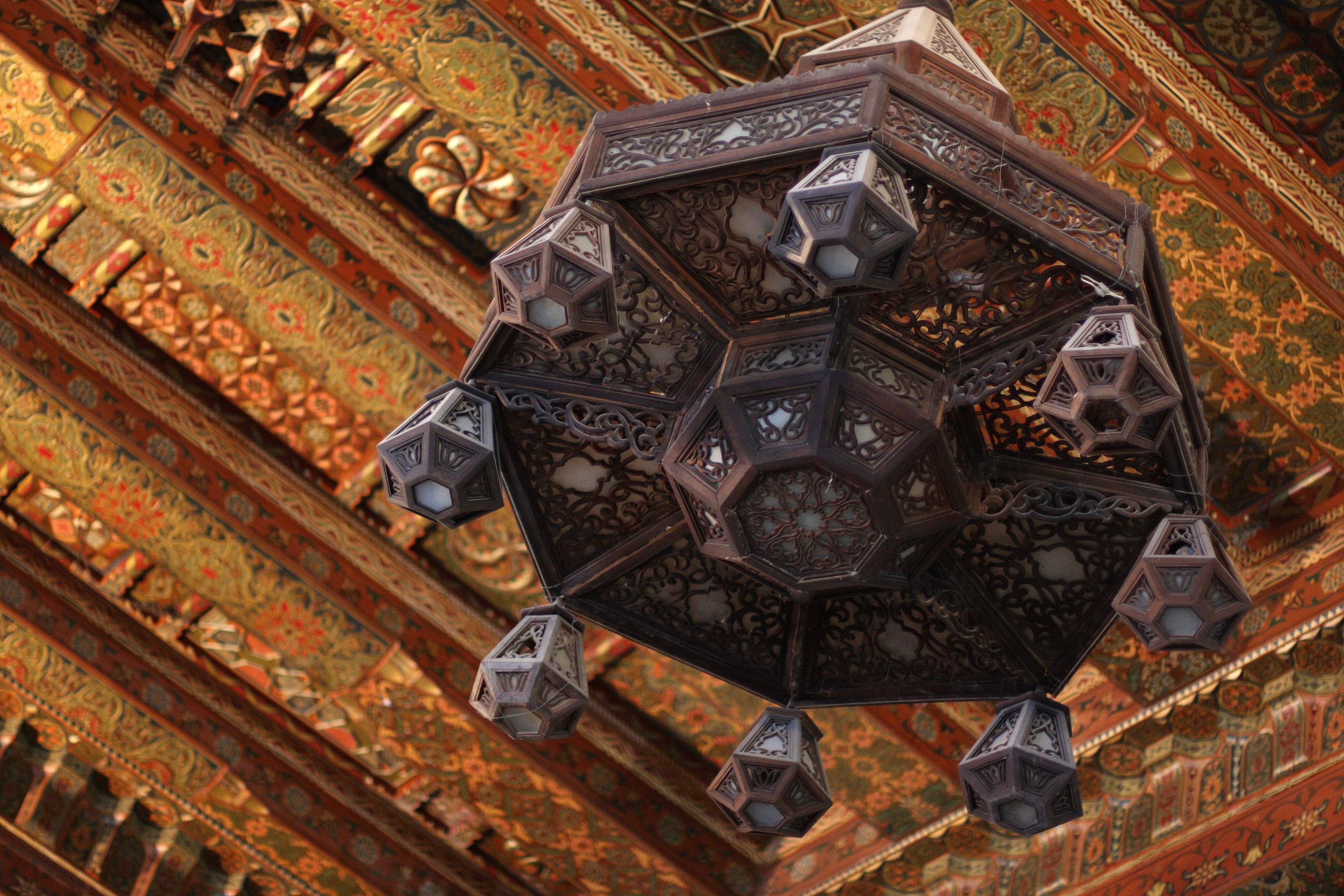
إحدى الثريات الموجودة في قاعة العرش المملوكية
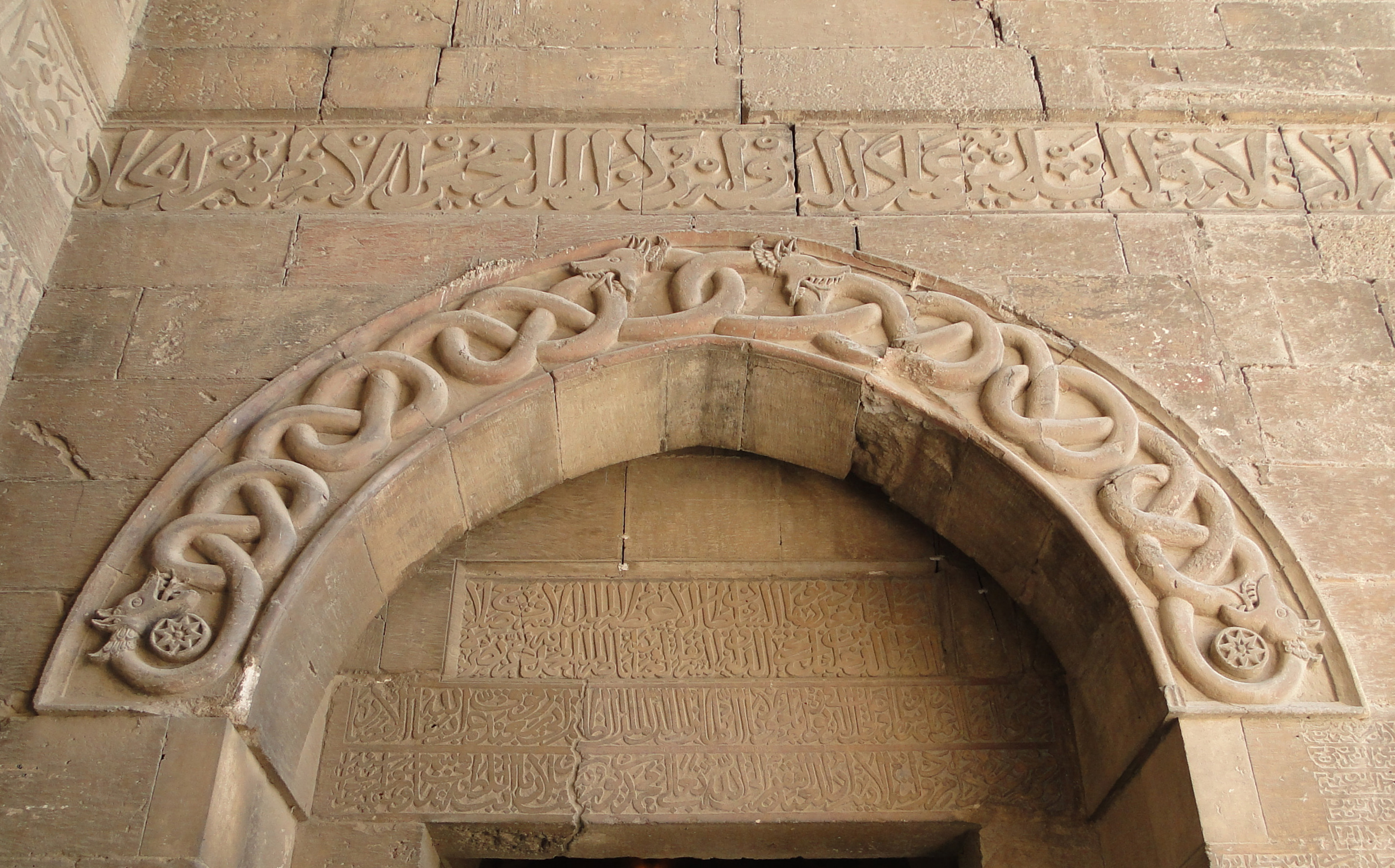
نقش الحيات في أعلى الباب الحديدي الرئيسي والذي يسمى أيضاً بباب الحيات نسبة للنقوش الموجودة أعلاه
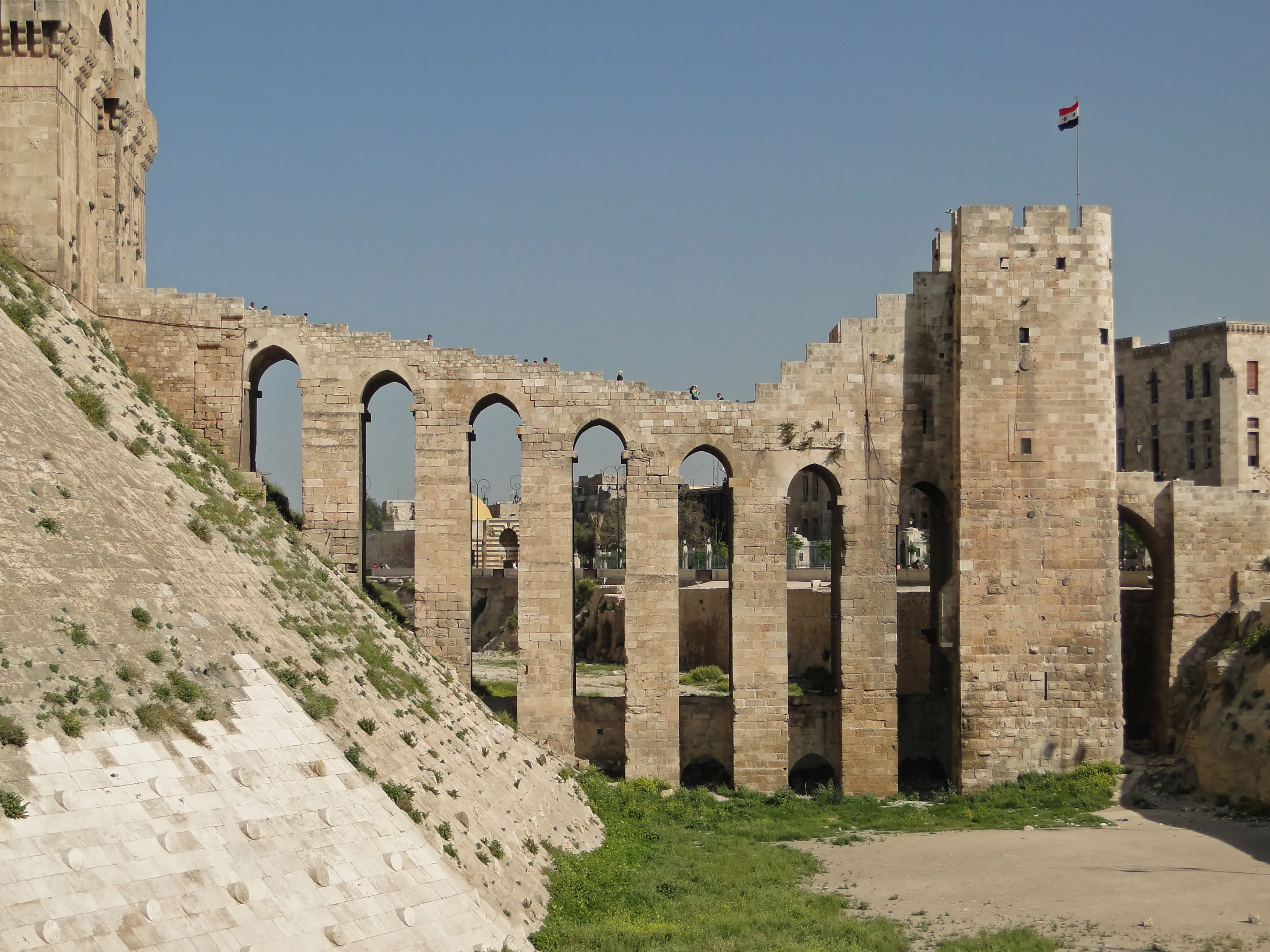
الجسر المقنطر الذي يؤدي إلى مدخل القلعة
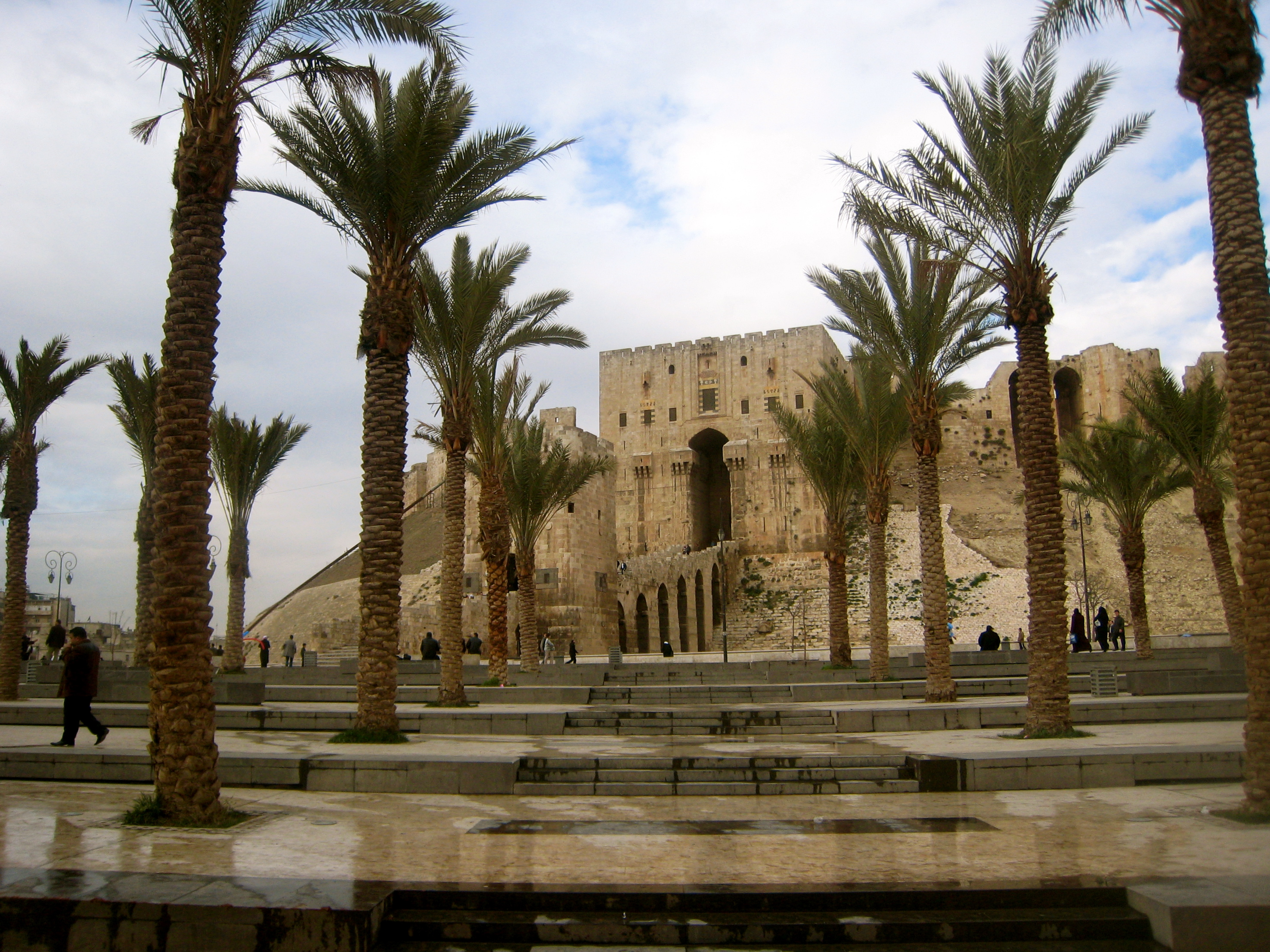
الساحة المرممة أمام القلعة
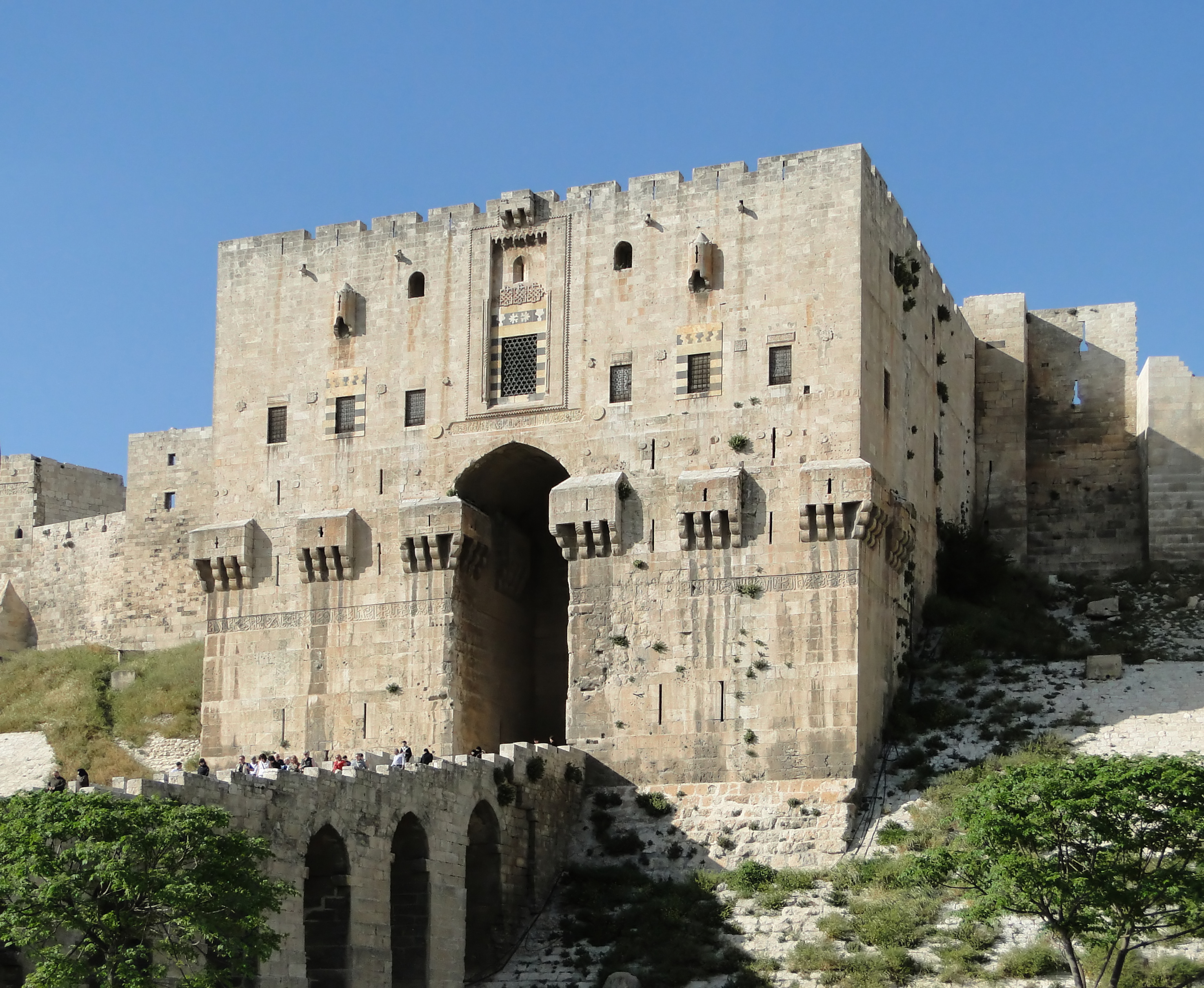
المدخل الأمامي للقلعة
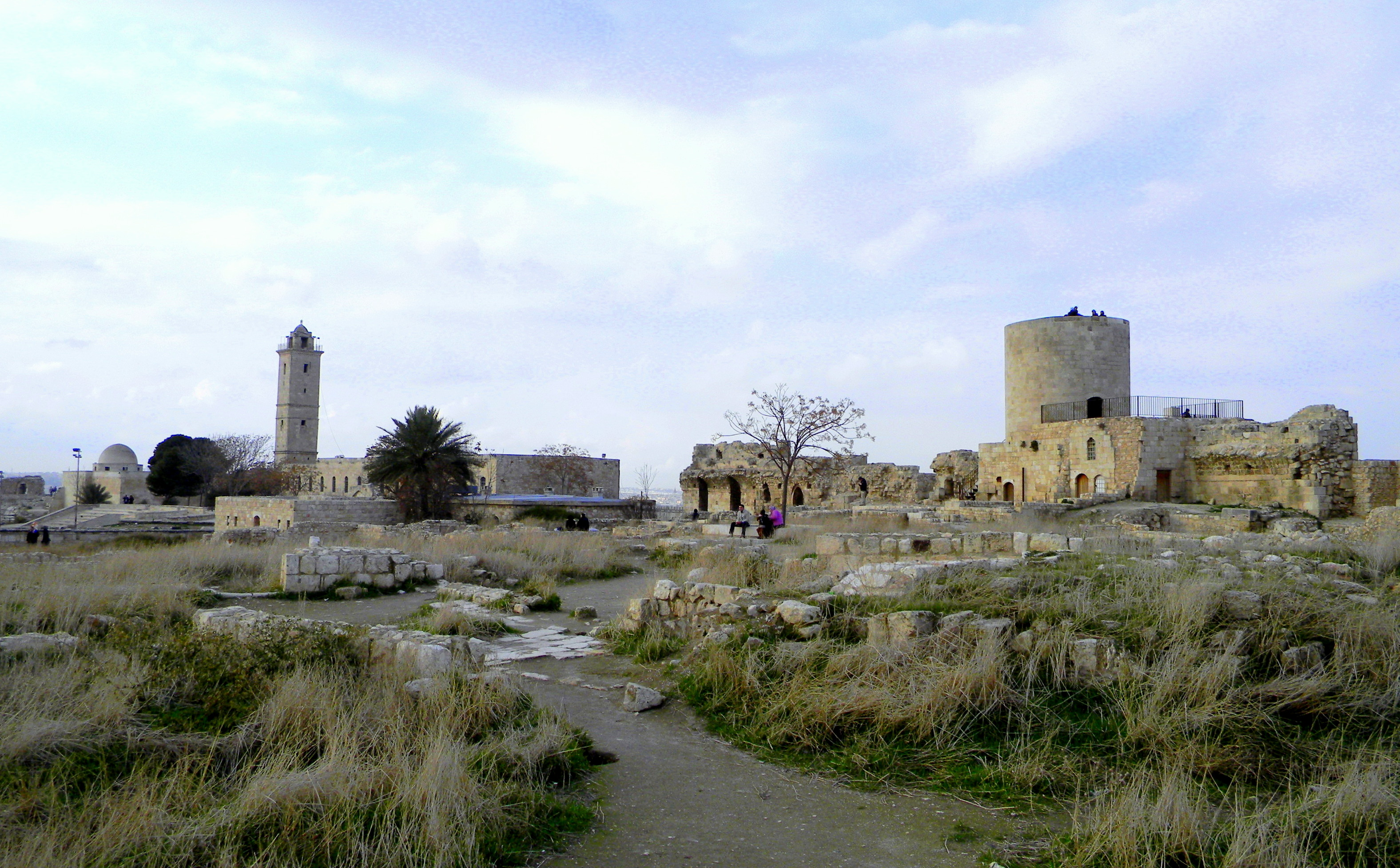
مشهد من الداخل يظهر الطاحونة الهوائية إلى يمين الصورة
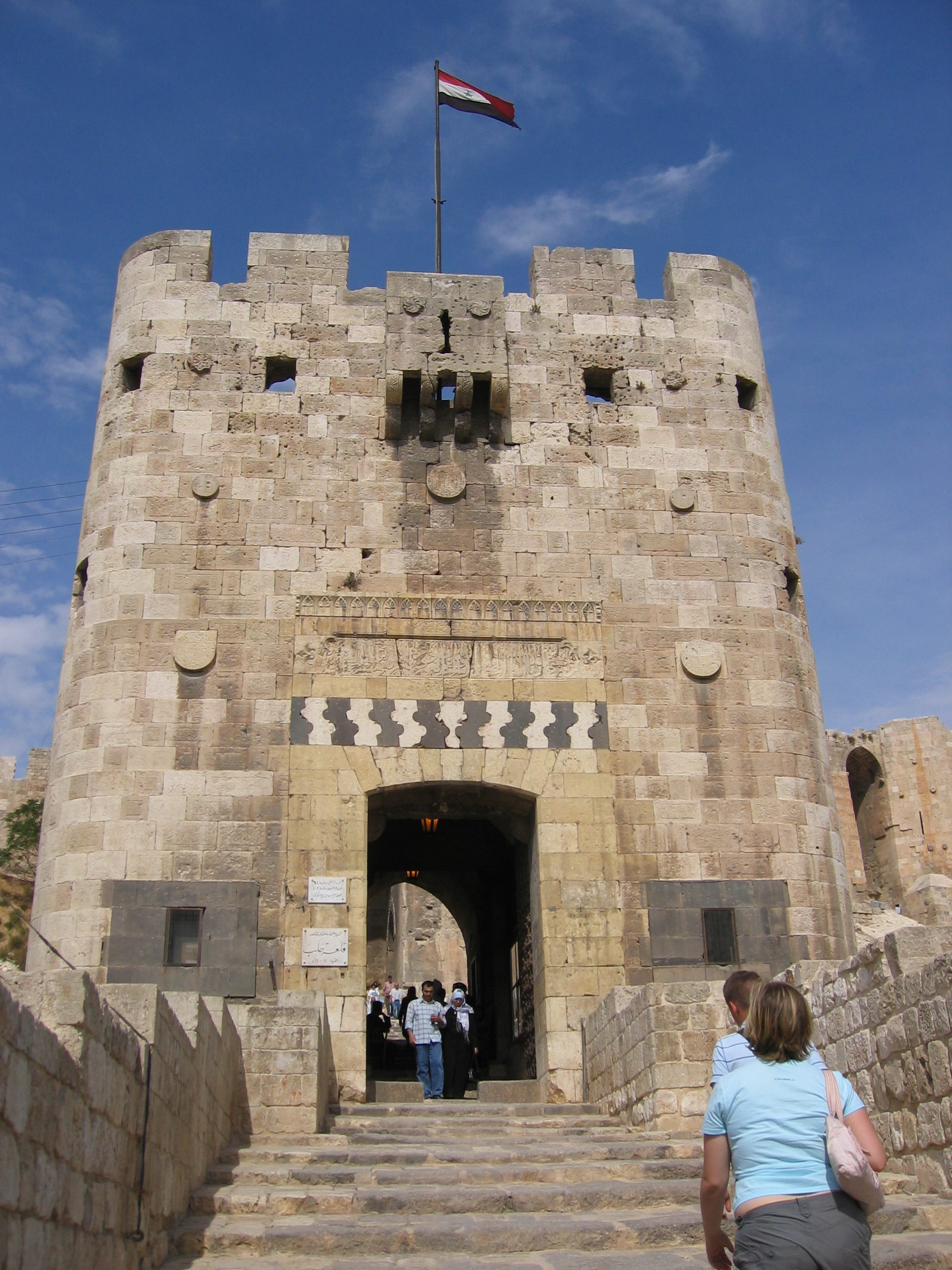
البوابة الخارجية لمدخل القلعة
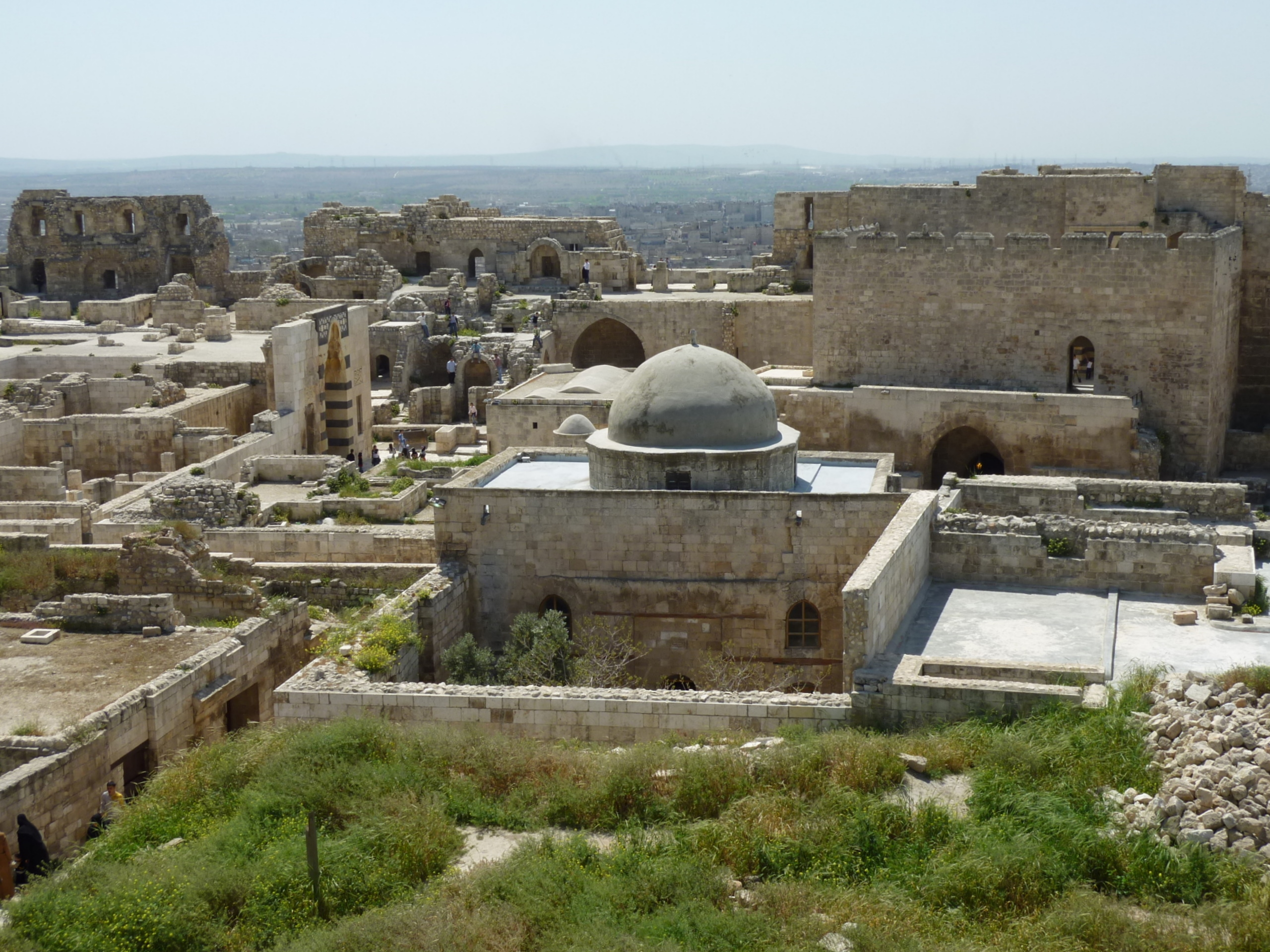
مسجد إبراهيم في القلعة
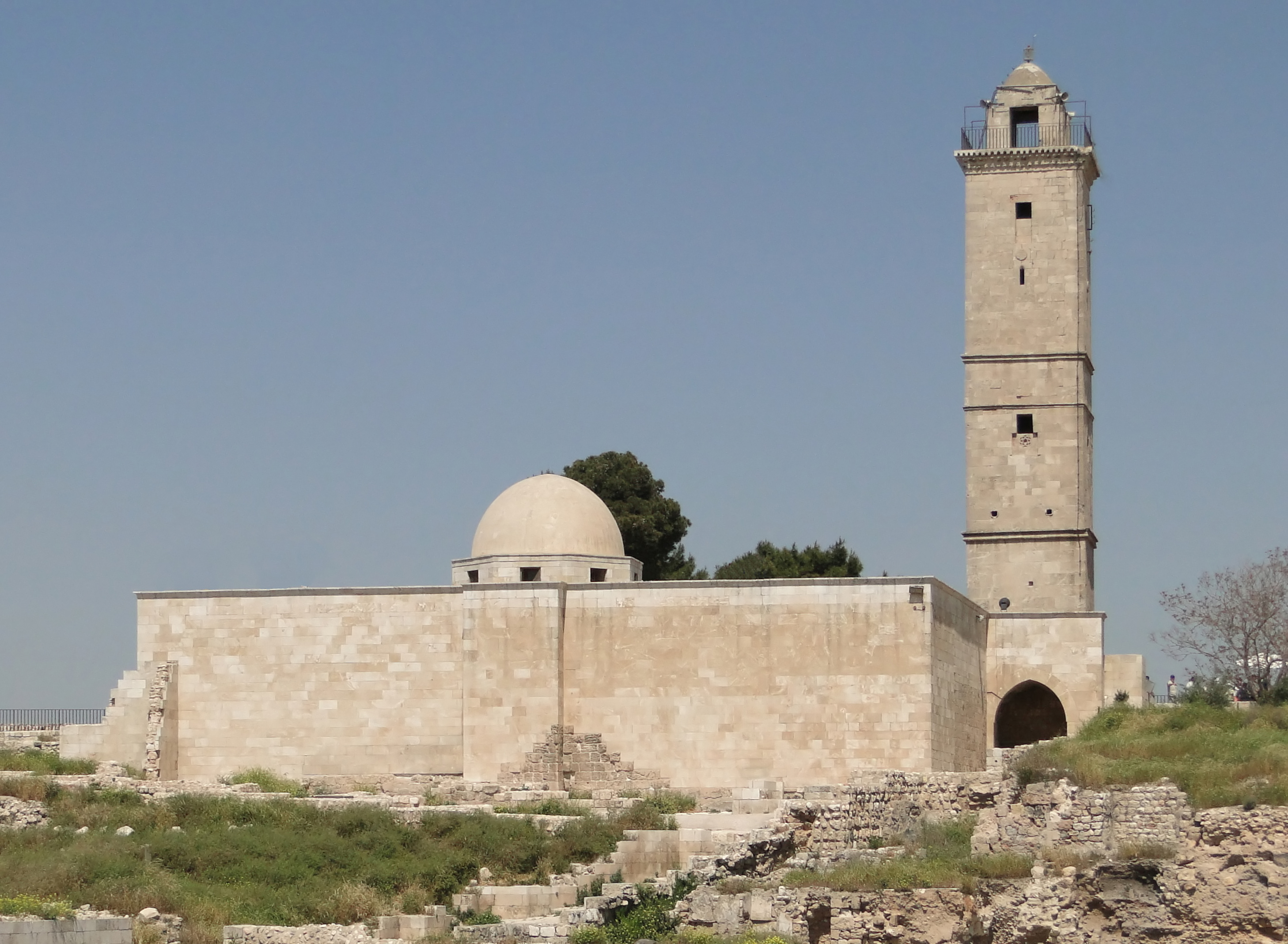
الجامع الكبير في قلعة حلب
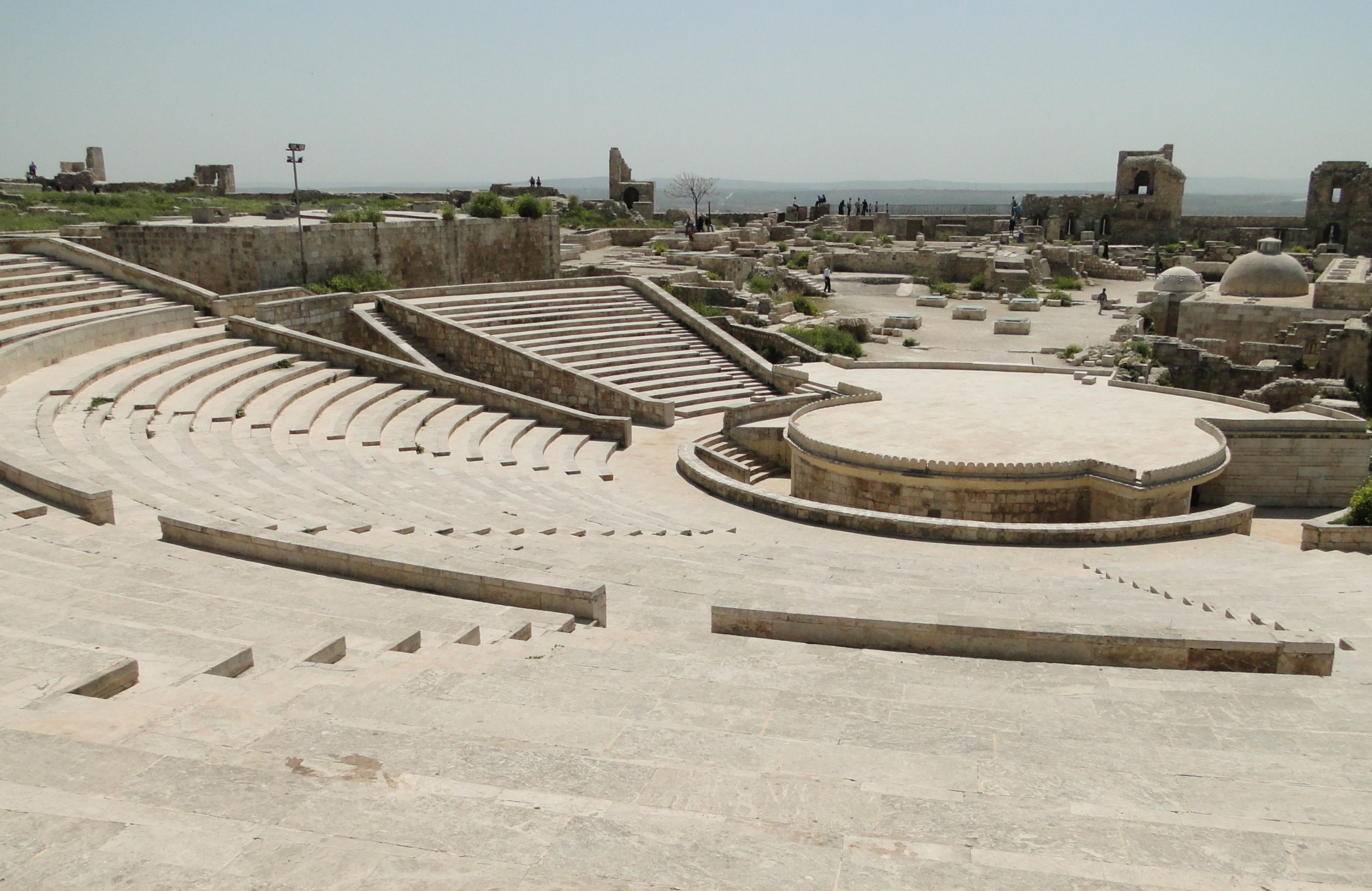
المسرح الحديث الذي بني في عام 1980
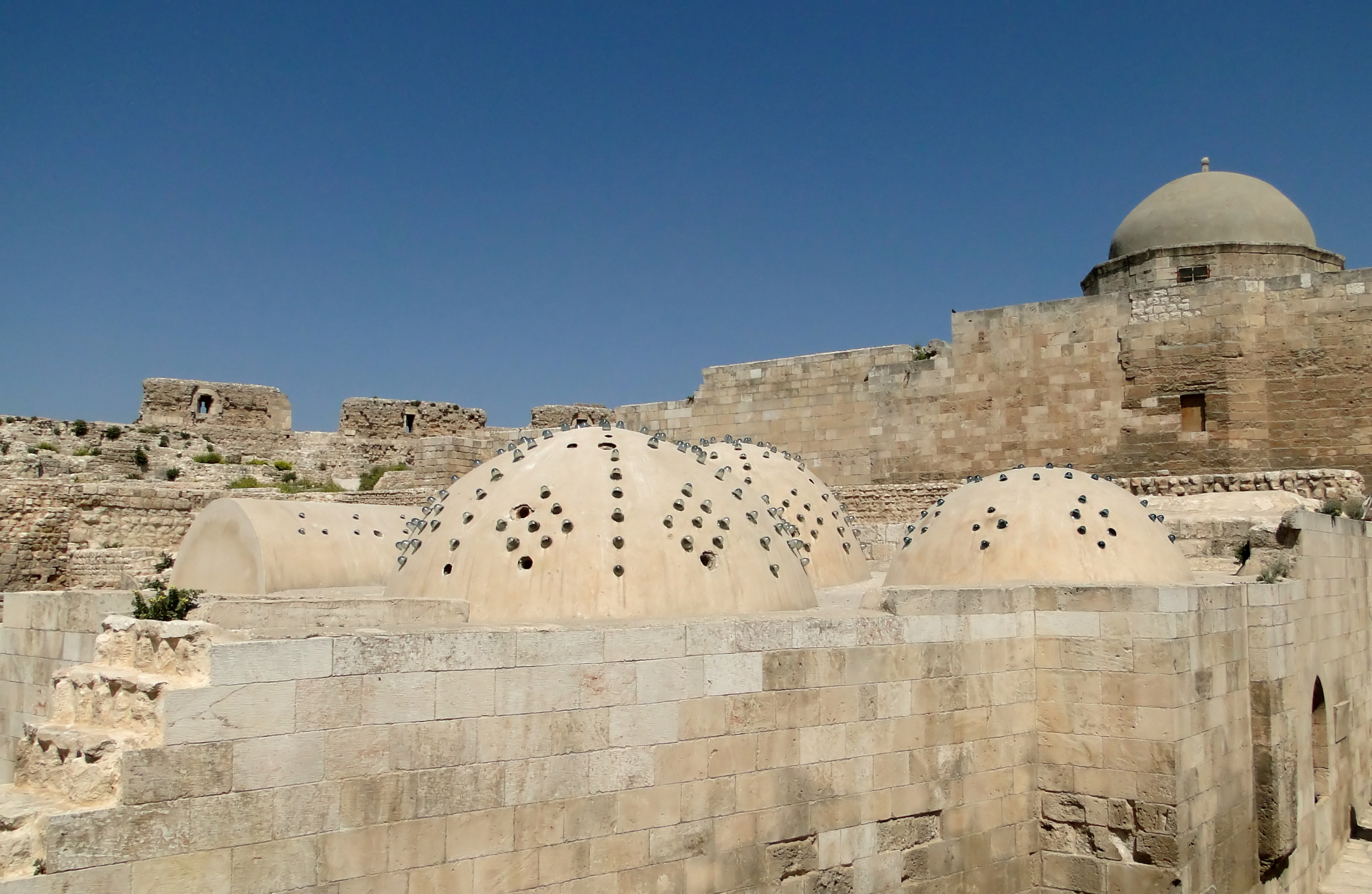
حمام القلعة
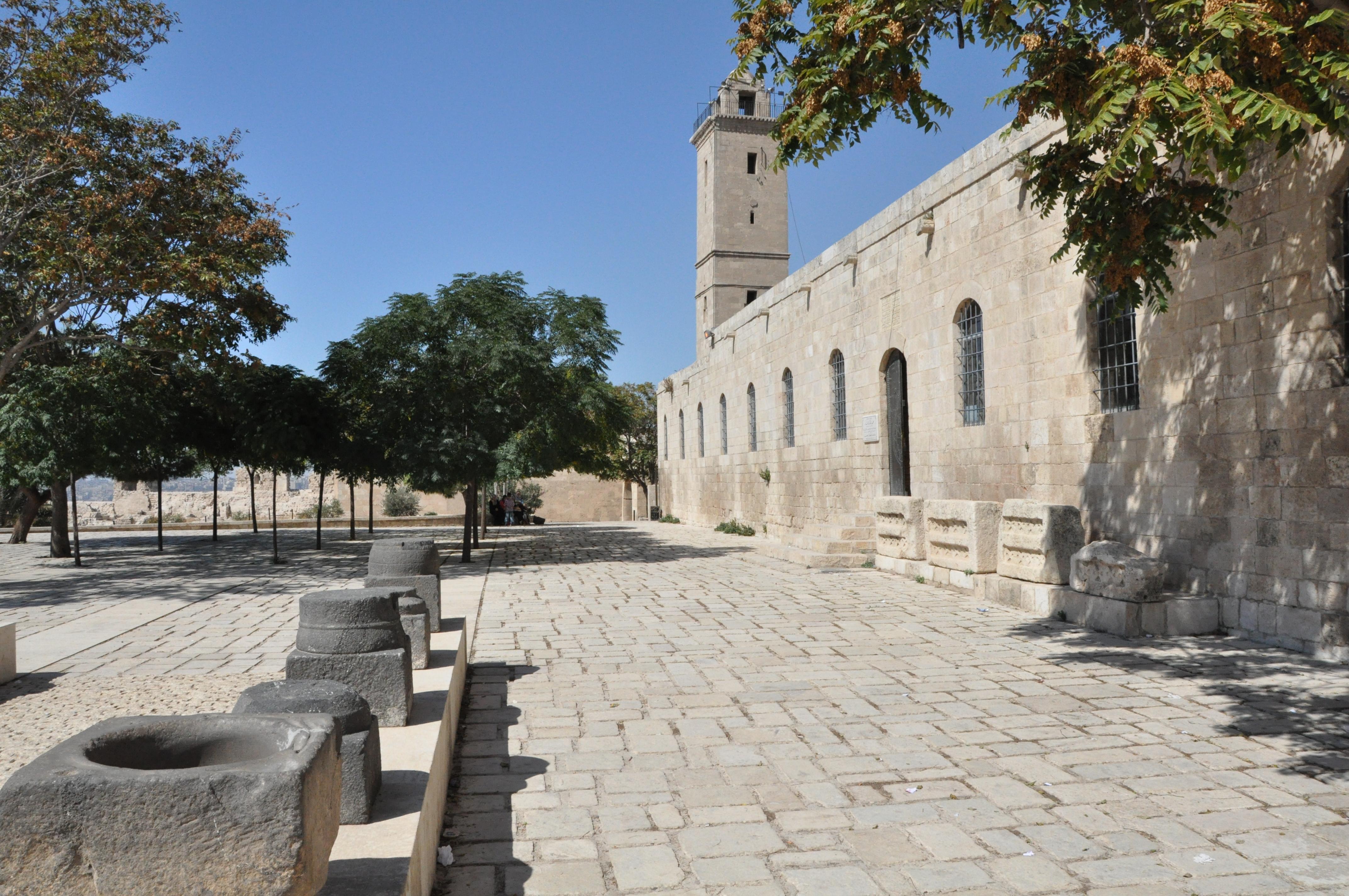
متحف القلعة
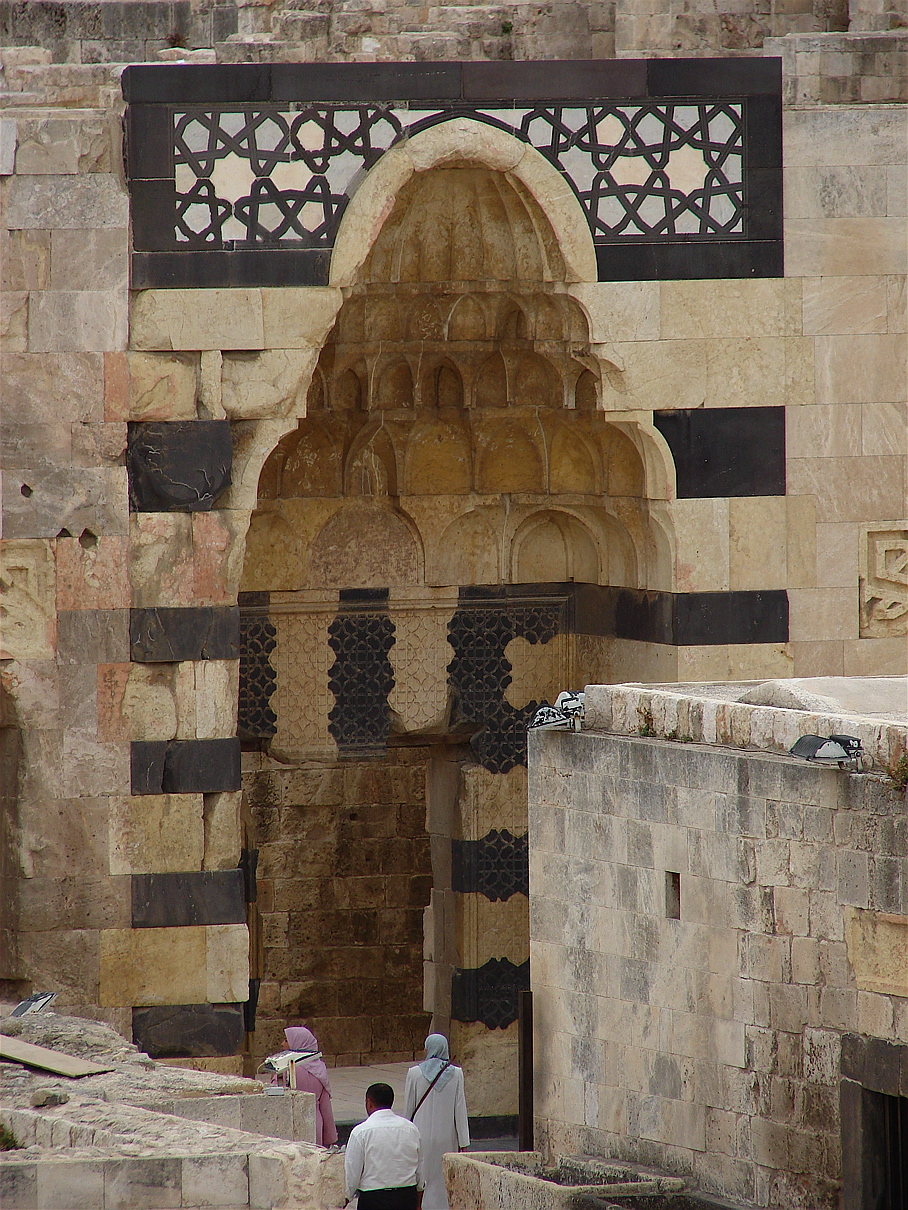
مدخل القصر الأيوبي داخل القلعة
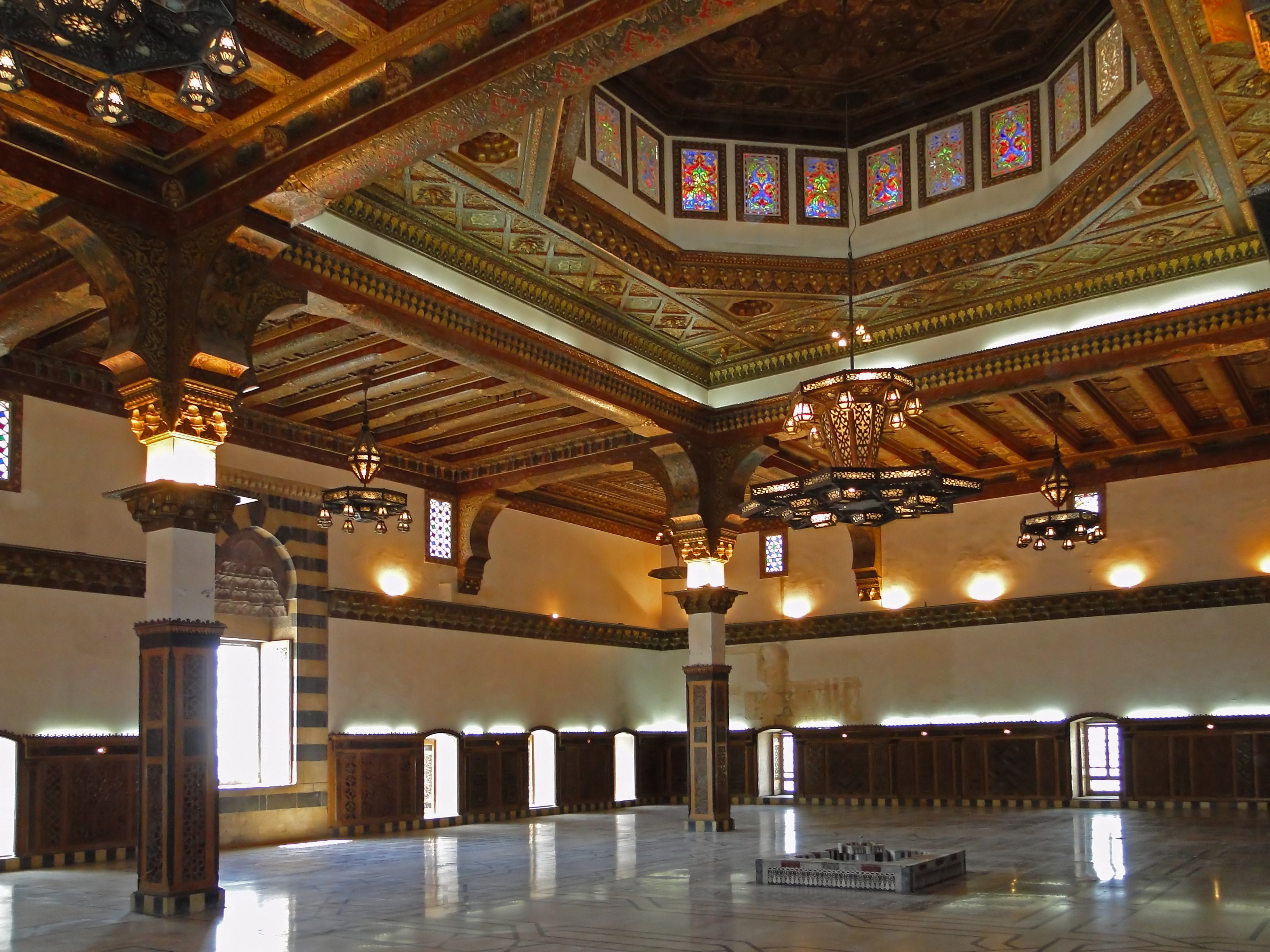
قاعة العرش المملوكية